# Цовкра-1
Цовкра-1 — село в Кулінському районі Дагестану.
Точної дати заснування села немає, але можна з впевненістю сказати, що йому понад тисячу років. Про це говорить цвинтар невірних (християн) «ЧІапур хІатталлу» і місцевість «БурчІаннил ратІ». Мусульманський цвинтар виник після прийняття Ісламу, тобто в 8-10 столітті. Якщо беручи навіть ці числа, то можна сказати, що Цовкра-1 має понад тисячу років. Мешканці села були вогнепоклонниками. Деякі обряди збереглися й донині: «Интнил хьхьу» і т. д.
Назва Цовкра (ЦІукІул) має два значення: «ЦІу кІул» — ті, хто знають вогонь; «ЦІу ккул» — нове село. Навкруг нинішнього розташування села видко чіткі контури зникнених сіл ЭябакІу, Цункра, Ттухъавалу, Къаркъала та ОькруцІ. Може ці поселення переселилися в одне місце і утворили нове велике село під назвою Цовкра. В книзі «Історія Лакців» розповідається, що в давнину в центрі села горів вогонь від блискавки. Тому мешканців села назвали «ЦІу кІулмий» — «вогнезнавці». Село має й інші назви: Хъун ЦІувкІул — велика Цовкра, Пагьламан ЦІувкІул — аул канатаходців, Къуллул ЦІувкІул — типчакова Цовкра. В 1860 році в Ашти-Кулінському наібстві Казі-Кумухського округу потрапило два села під однаковою назвою Цовкра. Тоді та Цовкра, що більша отримала назву Цовкра-1, а маленьке — Цовкра-2, що збереглося й по нині.
До початку І св. війни, Цовкрі-1 відповідала назва — велика Цовкра. В 1913 році тут було 343 дворів та 1341 осіб населення.
Цовкринцям запасів зібраних з власних полів ставало на 1-2 місяці. Тому вони були змушені будьяким чином заробити аби купити зерна. Їхнім основним доходом було канатоходство. Відомі акробати виступали не лише в Дагестані а й в Азербайджані, Грузії, Вірменії, Середній Азії, доходили до границь Афганістану та Китаю.
Зараз від великої Цовкри залишилось 160 дворів (в 51 хаті мешкає по 1 особі) та 460 осіб населення.